# Tejo (Schiff)
Die Tejo war ein 1904 gebauter und erster Zerstörer der Marinha Portuguesa. Als Mehrzweckschiff wurde sie zunächst als Torpedokanonenboot bezeichnet und nach dem Umbau 1916 als Zerstörer klassifiziert. 1927 wurde sie außer Dienst gestellt und 1929 abgewrackt.

## Bau und technische Daten
In der Planung sollte das Schiff die Eigenschaften eines Kanonenbootes, eines Torpedobootes und eines Zerstörers in sich vereinen, was später zu einem ungewöhnlichen Aussehen führte. Gebaut wurde das Schiff unter Leitung des französischen Ingenieurs Alphonse Croneau in Portugal – der erste auch im Land gebaute Zerstörer. Mit dem Bau beauftragt wurde das Marinearsenal in Lissabon, das den Neubau im August 1900 auf Kiel legte. Der Stapellauf fand am 27. Oktober 1901 statt, bei dem das Schiff auf den Namen des Flusses Tejo getauft wurde. Die Indienststellung durch die Marine erfolgte am 19. April 1904.

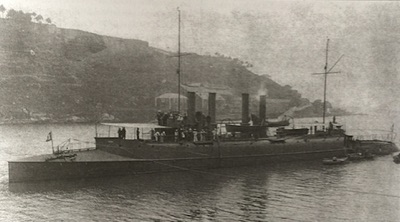
Die Tejo vor dem Umbau

Ihre Länge betrug 70,00 Meter, sie war 6,96 Meter breit und hatte einen Tiefgang von 2,51 Metern. Die Konstruktionsverdrängung betrug 522 Tonnen. Der Antrieb bestand aus zwei Dreifach-Expansionsmaschinen mit vier Kesseln, die 7000 PS erzielten und auf zwei Schrauben wirkten. Damit erreichte sie eine Höchstgeschwindigkeit von 25,0 Knoten, womit sie zu der Zeit das schnellste Schiff in der Flotte war. Als Bewaffnung trug sie ein einzelnes 100-mm-Geschütz am Heck, ein 65-mm-Geschütz am Bug sowie vier einzelne 47-mm-Geschütze und zwei 356-mm-Torpedorohre.

## Geschichte
Nach der langen Bauzeit und der Übergabe am 19. April 1904 dauerte es noch einmal zwei Jahre, bis die Erprobungen des Mehrzweckschiffes abgeschlossen waren. Im September 1907 wurde die Tejo einem neu formierten Ausbildungsgeschwader zugewiesen, das aus dem Kreuzer Dom Carlos I. als Flaggschiff sowie den Kreuzern Vasco da Gama und São Rafael bestand und das mehrere Ausbildungsfahrten nach Madeira und zu den Azoren durchführte.
Kurz vor der portugiesischen Revolution vom Oktober 1910 befand sich die Tejo am 25. August 1910 vor der portugiesischen Küste bei Peniche, als sie auf den Berlengas nordöstlich der Hauptinsel Ilha de Berlangas an der kleinen Insel Cerro da Velha strandete. Dabei verlor das Schiff 11 Meter des Bugs. Die Tejo konnte geborgen werden und kam zur Reparatur und Umbau in das Marinearsenal nach Lissabon. Der Gesamtumbau zog sich bis in den Ersten Weltkrieg zum August 1916 hin. Mit einem neuen Bug, zwei neuen Kesseln von White-Forster und zwei statt vier Schornsteinen sowie einer geänderten Bewaffnung (ein 100-mm-Geschütz am Heck, ein 76-mm-Geschütz am Bug, zwei 47-mm-Geschütze, zwei 356-mm-Torpedorohre) änderte sich ihr Aussehen grundlegend.
Im August 1917 war die Tejo wieder vollständig ausgerüstet, wurde nun als reiner Zerstörer klassifiziert und mit dem Präfix NRP (Navio da República Portuguesa) als NRP Tejo erneut in Dienst gestellt. Ihre Hauptaufgabe im Ersten Weltkrieg bildete der Geleitdienst zum Schutz vor deutschen U-Booten. In dieser Funktion eskortierte sie bis Kriegsende vor allem portugiesische Schiffe auf der Route zwischen Lissabon und Funchal auf Madeira. Einige Geleitdienste reichten darüber hinaus bis zu den Azoren, weitere führten das Schiff in die Häfen entlang der gesamten portugiesischen Küste. Darüber hinaus sollen ebenfalls Geleite nach Frankreich und Großbritannien begleitet worden sein.
Über die Zeit nach dem Krieg liegen keine Informationen vor. Am 13. April 1927 wurde das Schiff zunächst außer Dienst gestellt und zwei Jahre später, im Oktober 1929, zum Abbruch verkauft.